# Cerro Venamo
El Cerro Venamo es una montaña de América del Sur que forma parte de la frontera internacional entre Guyana y Venezuela. Venezuela disputa su posesión completa considerándolo como parte de la Guayana Esequiba. La montaña tiene 1890 metros de altura y es el punto más occidental de Guyana. La montaña toma su nombre del río Venamo, que fluye cerca.